# Takvingefamilien
Takvingefamilien er en familie af dagsommerfugle med mere end 6.000 arter, herunder velkendte arter som nældens takvinge og dagpåfugleøje. Arterne varierer i størrelsen på vingefanget fra 2,5 til næsten 20 centimeter hos visse sydamerikanske sommerfugle.

## Kendetegn
Takvingerne kendes på at begge køn kun har fire funktionsdygtige ben. Forbenene er nemlig reduceret til små vedhæng uden kløer. Desuden ophænges puppen frit i bagenden uden at være sikret af en livline.

## Arter og underfamilier
Arter, der er fundet i Danmark:
Underfamilie: Danainae.
- Monark (Danaus plexippus).

Underfamilie: Apaturinae.
- Iris (Apatura iris).
- Ilia (Apatura ilia).

Underfamilie: Limenitidinae.
- Poppelsommerfugl (Limenitis populi).
- Hvid admiral (Limenitis camilla).

Underfamilie: Nymphalinae (Egentlige takvinger og Pletvinger):
- Kirsebærtakvinge (Nymphalis polychlorus).
- Østlig takvinge (Nymphalis xanthomelas).
- Det hvide L (Nymphalis vaualbum).
- Sørgekåbe (Nymphalis antiopa).
- Dagpåfugleøje (Inachis io).
- Admiral (Vanessa atalanta).
- Tidselsommerfugl (Vanessa cardui).
- Nældens takvinge (Aglais urticae).
- Det hvide C (Polygonia c-album).
- Nældesommerfugl (Araschnia levana).

Underfamilie: Heliconiinae (Perlemorsommerfugle):
- Kejserkåbe (Argynnis paphia).
- Østlig perlemorsommerfugl (Argyronome laodice).
- Markperlemorsommerfugl (Mesoacidalia aglaja).
- Skovperlemorsommerfugl (Fabriciana adippe).
- Klitperlemorsommerfugl (Fabriciana niobe).
- Storplettet perlemorsommerfugl (Issoria lathonia).
- Engperlemorsommerfugl (Brenthis ino).
- Moseperlemorsommerfugl (Boloria aquilonaris).
- Brunlig perlemorsommerfugl (Clossiana selene).
- Rødlig perlemorsommerfugl (Clossiana euphrosyne).
- Violet perlemorsommerfugl (Clossiana dia).

Underfamilie: Satyrinae (Randøjer):
- Galathea (Melanargia galathea).
- Okkergul pletvinge (Melitaea cinxia).
- Mørk pletvinge (Melitaea diamina).
- Brun pletvinge (Mellicta athalia).
- Askepletvinge (Euphydryas maturna).
- Hedepletvinge (Euphydryas aurinia).
- Sandrandøje (Hipparchia semele).
- Skov-bjergrandøje (Erebia ligea).
- Græsrandøje (Maniola jurtina).
- Engrandøje (Aphantopus hyperantus).
- Buskrandøje (Pyronia tithonus).
- Moserandøje (Coenonympha tullia).
- Okkergul randøje (Coenonympha pamphilus).
- Perlemorrandøje (Coenonympha arcania).
- Herorandøje (Coenonympha hero).
- Skovrandøje (Pararge aegeria).
- Vejrandøje (Lasiommata megera).
- Skov-vejrandøje (Lasiommata maera).
- Bjerg-vejrandøje (Lasiommata petropolitana).

## Galleri
| Galleri med danske arter i Takvingefamilien |
| --- |
| Egentlige takvinger ↓ - Perlemorsommerfugle ↓ Randøjer ↓ - Monark - Leptidea sinapis - Iris - Apatura iris - Poppelsommerfugl - Limenitis populi - Hvid admiral - Limenitis camilla Egentlige takvinger - Kirsebærtakvinge - Nymphalis polychloros - Østlig takvinge - Nymphalis xanthomelas - Det hvide L - Nymphalis vaualbum - Sørgekåbe - Nymphalis antiopa - Dagpåfugleøje - Aglais io - Admiral - Vanessa atalanta - Tidselsommerfugl - Vanessa cardui - Nældens takvinge - Aglais urticae - Det hvide C - Polygonia c-album - Nældesommerfugl - Araschnia levana Pletvinger - Okkergul pletvinge Melitaea cinxia - Mørk pletvinge Melitaea diamina - Brun pletvinge Mellicta athalia - Askepletvinge Euphydryas maturna - Hedepletvinge Euphydryas aurinia Perlemorsommerfugle - Kejserkåbe Argynnis paphia - Østlig perlemorsommerfugl - Argynnis laodice - Markperlemorsommerfugl Argynnis aglaja - Skovperlemorsommerfugl Argynnis adippe - Klitperlemorsommerfugl - Argynnis niobe - Storplettet perlemorsommerfugl Issoria lathonia - Engperlemorsommerfugl Brenthis ino - Moseperlemorsommerfugl Boloria aquilonaris - Brunlig perlemorsommerfugl Boloria selene - Rødlig perlemorsommerfugl Boloria euphrosyne - Violet perlemorsommerfugl Clossiana dia Randøjer - Galathea Melanargia galathea - Sandrandøje Hipparchia semele - Skovbjergrandøje Erebia ligea - Græsrandøje Maniola jurtina - Engrandøje Aphantopus hyperanthus - Buskrandøje Pyronia tithonus - Moserandøje Coenonympha tullia - Okkergul randøje Coenonympha pamphilus - Perlemorrandøje Coenonympha arcania - Herorandøje Coenonympha hero - Skovrandøje Pararge aegeria - Vejrandøje Lasiommata megera - Skovvejrandøje Lasiommata maera - Bjergvejrandøje Lasiommata petropolitana |